# جبل الجريصة
جبل الجريصة جبل يقع شمال غربي الجمهورية التونسية، وهو جبل محاذي لمدينة الجريصة شرقي مدينة تاجروين مركز المعتمدية من ولاية الكاف. يبلغ ارتفاعه 845 م.

## مواضيع ذات صلة
- جبال الجمهورية التونسية